# Thomas Elgin
Thomas Bruce, al VII-lea conte de Elgin și al XI-lea conte de Kincardine (n. 20 iulie 1766 - d. 14 noiembrie 1841) a fost un nobil și diplomat scoțian, cunoscut în primul rând pentru mutarea sculpturilor de marmură din Partenonul din Atena.
Elgin s-a născut în Broomhall, Fife, fiind al doilea fiu al lui Charles Bruce și al sotiei sale, Martha Whyte. A intrat în armată în Garda a 3-a scoțiană. A fost ales ca reprezentant scoțian în 1790, deținînd postul până în 1807. În 1791 a fost trimis în calitate de ministru pentru Austria, în timp ce Sir Robert Keith era temporar bolnav. De asemenea, a fost ministru la Bruxelles, până la cucerirea austriacă a Țărilor de Jos de către Franța. După ce a petrecut un timp în Marea Britanie, a fost trimis ca emisar-extraordinar în Prusia, în 1795.
La 11 martie 1799, cu puțin timp înainte de a pleca în calitate de ambasador la Constantinopol, Elgin s-a căsătorit cu Mary Nisbet, fiica și moștenitoarea lui William Hamilton Nisbet.
Elgin a fost ambasador britanic în Imperiul Otoman între 1799 și 1803, unde s-a dovedit un diplomat abil, îndeplinind misiuni dificile și contribuind, ulterior, la extinderea influenței britanice în timpul conflictului dintre Imperiul Otoman și Franța.
În 1816 și-a vândut, în pierdere, colecția muzeului britanic British Museum pentru 35.000 de lire sterline (prețul inițial al achiziției:  £39.000).